# Coraline (pel·lícula de 2009)
Coraline o Els mons de Coraline és una pel·lícula de l'any 2009 dirigida per Henry Selick. Primerament, fou emesa a Catalunya per a cinemes el 5 de juny de 2009 amb el nom Els mons de Coraline, el 13 d'octubre del 2013, però, fou reemesa a TV3 simplement amb el títol de Coraline.

## Argument
Tu no ets la meua mare. La meua mare no té botons en comptes d'ulls. 
Coraline Jones (Dakota Fanning) és una nena d'onze anys. Amb els seus pares, s'ha traslladat a una nova casa, a Oregon. Fa amistat amb els veïns: el jove Wybie Lovat (Robert Bailey Jr.), l'extravagant senyor Bobinsky (Ian McShane), un artista de circ, i les senyoretes April Spink (Jennifer Saunders) i Miriam Forcible (Dawn French), antigues actrius. Una nit, Coraline troba una porta secreta dins de casa seua. A través d'un llarg passadís arriba fins a una casa igual a la seua, descobrint-hi una realitat paral·lela i meravellosa. Els pares i els veïns paral·lels tenen botons als ulls, però són molt més amables i afectuosos. Però aquest món amaga la seua part sinistra i maligna.

## Context històric i artístic
Coraline és una clau de pas a malsons angoixants i de viatges al revers de l'espill. A partir d'aquesta idea, l'anglès Neil Gaiman va escriure una esplèndida, ombrívola i més aviat tètrica novel·la infantil, mentre que el nord-americà Henry Selick, ben disposat a endinsar-se en mons estranys i duals, realitzaria una bella i estremidora pel·lícula d'animació, en la qual va fer moltes contribucions estètiques i visuals. En ella, per primera vegada es va combinar la vella tècnica stop-motion o filmació imatge per imatge amb l'alta definició i el format tridimensional. El també autor de Malson abans de Nadal (1993) i James i el préssec gegant (1996) portaria el seu imaginari més enllà dels ordinaris contes infantils, conduint-nos de la mà de l'aïllada i dissonant protagonista fins a un món paral·lel i sinistre, la versió alternativa de nosaltres mateixos i de les nostres vides.
"Coraline sintonitza amb l'autèntica infantesa; i amb els temors que ens acompanyen des del principi de les nostres vides. És un relat de terror per a nens, però sense sang, gens gore", va explicar Selick. Del viatge de Coraline (que va des de la grisa i monòtona realitat fins a l'aparent món meravellós que hi ha al fons del passadís) en surt un conte ple de dissonàncies, troballes i suggeriments. A més, la banda sonora de Bruno Colais és extraordinària.

## Producció
Un dels grans reptes de l'animació stop-motion és crear personatges que no semblin massa humans. Un dels estudis que produeixen aquest tipus de pel·lícules són dels estudis Laika, les quals han produït diversos llargmetratges com ara per exemple Kubo and the Two Strings (2016) i The Boxtrolls (2014). Però la primera pel·lícula produïda per aquesta companyia va ser Coraline. Un dels aspectes que atorguen una gran importància i innovació a la pel·lícula Coraline, és que va ser la primera pel·lícula stop-motion gravada en 3D i HD.
Henry Selick va convidar a l'il·lustrador i dibuixant japonès Tadahiro Uesugi a formar part de la pel·lícula. Aquest va estar treballant durant un any en l'elaboració dels personatges. Les seves propostes van ajudar a decidir les proporcions d’aquests i la paleta cromàtica emprada. Aquest artista japonès basa les seves obres en cartells dels anys 50 i 60 en els Estats Units. Un cop Uesugi va acabar amb la proposta visual dels personatges, es va dirigir als Estats Units, on es va reunir amb Chris Butler, director d'storyboard. Una característica del storyboard de la pel·lícula és que es van utilitzar monitors LCD Cintiq, de Wacom. No va ser fins després de tot això, que es va acabar de decidir que a tècnica emprada seria l'stop-motion, encara que aquesta va ser la idea del director des d’un principi.
En la producció de Coraline van participar un total de trenta-cinc animadors. Cadascun d’ells podia arribar a trigar entre una setmana de treball per tal d’obtenir de dos a sis segons i mig d’animació. El rodatge en si va durar uns divuit mesos, i en total es van necessitar cinc-centes persones i quatre anys per a donar el film per acabat. Cadascuna de les figures dels personatges, requeria com a mínim l’actuació de trenta artistes i un període d'entre tres i sis mesos per a finalitzar la seva fabricació. Això incloïa persones per a modelar, esculpir i armar cadascuna de les peces que formava un ninot. Per a la creació d’aquests, van decidir elaborar un esquelet que fos resistent, però que alhora proporciones certa mobilitat. Aquests esquelets van ser recoberts per una pell de silicona, ja que té una textura realista i permet modelar-se depenent del que requereixi l'escena. Per a fer més fàcil la manipulació de la cara i que es tingués certa variabilitat pel que fa a l'expressió facial del personatge, van dividir el rostre en dues parts intercanviables. D’aquesta manera van poder ampliar el nombre de combinacions possibles i en el cas de només necessitar canviar una de les dues parts, l’altra es podia deixar. En total, es va arribar a la xifra de quinze mil rostres diferents per a tota la producció. Només de la Coraline es van fabricar sis mil tres-centes cares. Les mans i el cabell van ser especialment difícils de crear. Les mans havien de ser anatòmicament perfectes en relació amb el cos. Pel que fa al cabell de la Coraline, es va aconseguir que les perruques utilitzades poguessin ser animades col·locant filferros per tal de poder modelar-lo depenent de la situació. Encara que en molts casos es tractava de cabell sintètic, com ara el cabell de la Coraline, en algun altre personatge es va experimentar amb pèls de cavall, de cabra i fins i tot humans. Per a la Coraline hi havia vint-i-dues perruques.

## Premis
- 2009: nominada a l'Oscar (Millor Pel·lícula d'Animació)
- 2009: 3 Premis Annie (Millor Disseny de Personatges, Disseny de Producció i Banda Sonora) i 10 nominacions.
- 2009: nominada al Globus d'Or (Millor Pel·lícula d'Animació)
- 2009: nominada als Premis BAFTA (Millor Pel·lícula d'Animació)
- 2009: Festival Internacional de Cinema d'Animació d'Annecy (Millor Llargmetratge, ex aequo amb Mary and Max)
- 2009: American Film Institute (10 Millors Pel·lícules de l'Any)
- 2009: Critics' Choice Movie Award (nominada al Millor Llargmetratge d'Animació)
- 2009: Associació de Crítics de Chicago (nominada al Millor Film d'Animació)[7]